# J·M·巴里
詹姆斯·馬修·巴利爵士，第一代從男爵，OM（英語：Sir James Matthew Barrie, 1st Baronet，1860年5月9日—1937年6月19日），蘇格蘭小說家及剧作家，世界著名兒童文學《彼得潘》的作者，1882年畢業於愛丁堡大學，曾擔任過記者；1895年移居倫敦，開始創作散文、小說及劇本。

## 早年
巴里出生于苏格兰奇里梅的一个保守的加尔文派家庭。其父是大卫·巴里是一名纺织工，其母名叫玛格丽特（Margaret Ogilvy）。夫妇两人共有十个孩子，詹姆斯·巴里是老九。他个子不高，按其1934年护照，其身高为161厘米。
巴里六岁的时候，他的哥哥大卫在14岁生日前夕因滑冰事故而丧命。大卫是其母玛格丽特最爱的孩子，玛格丽特因此崩溃。巴里想要代替他的哥哥来安慰其母，曾经穿过大卫的衣服，还学着大卫打口哨。其母的悲痛因此稍得缓解。
8岁时巴里就读格拉斯哥学院，他的哥哥亚历山大和姐姐玛丽也在这里读书。巴里在10岁时回到家中，后来就读福法学院（Forfar Academy），14岁进入敦夫里斯学院。他在这一时期开始阅读惊险小说及羅伯特·麥可·巴蘭坦、詹姆士·菲尼莫尔·庫柏的作品。在敦夫里斯，他和朋友们曾在一座名叫“Moat Brae”的房子的花园里玩海盗游戏，这就是彼得·潘的灵感源头。

## 職業生涯

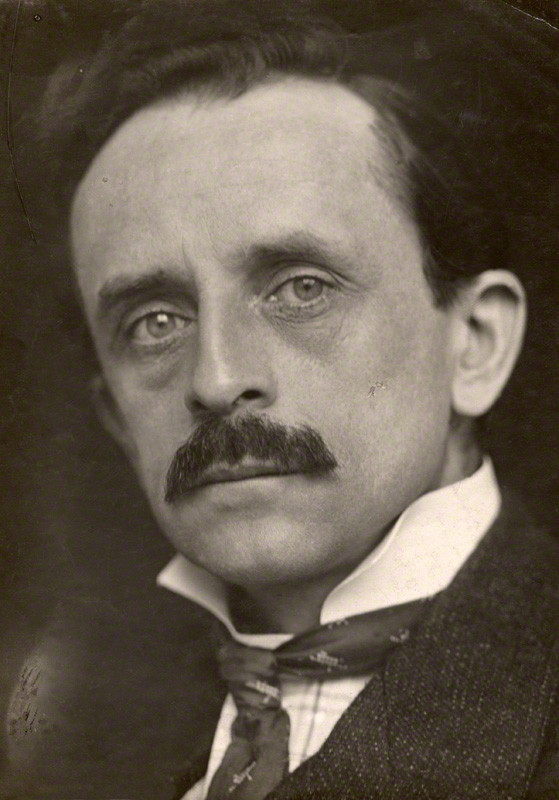
1902年像

雖然巴里想做一個作家，但他的家人卻想讓他進入政府部門工作。最後他決定先讀大學，在大學裡學習文學。巴里就讀了愛丁堡大學，曾為《Edinburgh Evening Courant》寫過戲劇評論。1882年4月21日巴里自大學畢業。
他的姐姐在《蘇格蘭人報》上給他找了一份《諾丁漢雜誌》（Nottingham Journal）的記者工作。一年半後他回到家鄉，把母親說過的一些家鄉故事寫出來寄給了倫敦的《圣詹姆斯公報》（St. James's Gazette），該報紙的編輯很喜歡這些具有蘇格蘭風情的故事，巴里因此繼續寫了下去。他後來將這些故事放在一起，在1888年出版了《田园生活》（Auld Licht Idylls）一書，這是他最早出版的作品。實際上他在1890年出版的《纱窗》（A Window in Thrums）也是以這些故事為藍本寫成的。
他對劇本寫作也有興趣，曾和亨利·布里爾頓·馬里奧特·沃特森為英格蘭詩人理查德·薩維奇寫過傳記，但這個劇本並不成功，僅演出過一次。不久之後，他在1891年寫就了《易卜生的幽靈》（Ibsen's Ghost）。他寫作的第三個劇本《Walker, London》（1892）使他得以結識女演員瑪麗·安塞爾（Mary Ansell）。他愛上了這位年輕的女演員，並向她求婚。二人在1894年7月9日結婚。他給瑪麗買過一隻小聖伯納犬，後來還把它寫進了《小白鳥》裡面。而“安塞爾”這個姓也曾多次出現在他的小說中。
彼得潘這個角色最早出現於1902年出版的《小白鳥》中。他的名作《彼得潘：不會長大的男孩》則在1904年12月28日首演。1911年他把彼得潘的故事寫成小說，即《彼得潘與溫蒂》。
他的最後一部劇作是1936年出版的、以掃羅王和大衛王的故事為藍本的《男孩大衛》（The Boy David）。

## 與戴維斯一家
在巴里的一生中，卢埃林·戴維斯（Llewelyn Davies）一家對他影響甚大，這家的家主是亞瑟·卢埃林·戴維斯（1863–1907），亞瑟的妻子叫做塞爾維亞（Sylvia Llewelyn Davie，1866–1910），他們有五個兒子，分別叫做喬治（1893-1915）、約翰（暱稱傑克，1894-1959）、彼得（1897-1960）、邁克爾（1900-1921）和尼古拉斯（1903-1980）。
1897年巴里住在倫敦的肯辛頓公園，他常在公園裡遛狗，因此結識了也住在附近的喬治、傑克、還是嬰兒的彼得以及他們的保姆瑪麗·霍奇森（Mary Hodgson）。他常常和這些男孩們一起玩耍，用自己的故事逗他們發笑。後來也常去他們家做客。
1901年，巴里邀請戴維斯一家去他位於薩里郡法納姆的黑湖別墅（Black Lake Cottage）做客。戴維斯家的男孩們曾在這裡玩過海盜遊戲，他把照下來的相片做成了兩份叫做《黑湖島漂流男孩》 （The Boy Castaways of Black Lake Island）的相冊。現在其中一份還藏在耶魯大學的圖書館裡。
戴維斯家的小彼得就是彼得潘的原型人物，他逗喬治和傑克說他倆的小弟弟會飛，還告訴他們小孩在出生之前都是小鳥。這些就是彼得潘最直接的源頭。
1907和1910年，戴維斯夫婦二人相繼去世，按塞爾維亞的遺願，巴里成為了男孩們的監護人，但戴維斯家的男孩們命運多舛；喬治於1915年服役並在一戰的戰場上戰死，邁克爾在牛津的桑福德湖（Sandford Lock）溺水身亡，彼得則在1960年整理完家族誌之後在斯隆廣場站跳軌自殺。

## 去世
1937年，巴里因肺炎死於倫敦的一家療養院中，遺體遷回故鄉，安葬在父母和兄弟姐妹的身旁。
他把自己絕大部分財產留給了秘書辛西婭·阿斯奎斯，但所有與彼得潘有關的作品的版權早就捐給了倫敦的大奧蒙德街醫院（Great Ormond Street Hospital） 。他的妻子瑪麗在1908年出軌吉爾伯特·坎南（Gilbert Cannan，1884-1955），1909年巴里發覺此事，因此與妻子離婚。但他逝世之後還是留給了瑪麗一筆年金，供她餘生享用。卢埃林·戴維斯家的男孩們也得到了他的部分遺贈。